# She Loves You/I'll Get You
"She Loves You/I'll Get You" er den fjerde officielle singleudgivelse fra The Beatles, og den udkom på Parlophone den 23. august 1963. Singlen slog adskillige salgsrekorder i Storbritannien og slog også rekord i USA som en af de fem Beatles-sange, der holdt de fem øverste placeringer på hitlisterne samtidigt den 4. april 1964. Den er fortsat bandets bedst sælgende single i Storbritannien og den bedst sælgende single fra 1960'erne der overhovedet.

## Komposition
Begge numre er skrevet af Paul McCartney og John Lennon som et komplet samarbejde. Kompositionen af She Loves You blev påbegyndt den 26. juni 1963 efter en koncert i Majestic Ballroom i Newcastle upon Tyne, mens de var på turné med Roy Orbison og Gerry and the Pacemakers. De begyndte at skrive sangen i tour-bussen og senere samme aften fortsatte de på deres hotel i Newcastle. Den blev færdiggjort den følgende dag i McCartneys familiehjem i Forthlin Road, Liverpool.
Titlen på "She Loves You" var som mange tidligere Beatles-sange indrammet omkring brugen af personlige pronominer. Men usædvanligt for en kærlighedssang handler teksten ikke om fortællerens kærlighed til en anden (I love you). I stedet fremstod de som observatorer af kærligheden mellem to andre mennesker- "hun' og "dig".
I'll Get You hed først "Get You In The End" og Paul og John skrev den hjemme hos John som en opfølger til From Me to You. Da de flere dage senere skrev "She Loves You", mente de dog, at denne var bedre og "I'll Get You" endte så med at blive B-side. På den tid, hvor sangen blev skrevet, sagde Paul, at arbejdet med "I'll Get You" førte til nogle friske ideer, der et par dage senere blev brugt i "She Loves You".

## Indspilning
Singlen blev indspillet den 1. juli 1963 (mindre end en uge efter "She Loves You" blev skrevet) og blev produceret af George Martin. Efter en 345 minutters session var begge numre indspillet; Oprindeligt var sessionen booket fra 14.30 til 17.30, men det blev ændret til 17.00 til 22.45. Der er ikke nogen dokumentation vedrørende hvor mange indspilninger (takes), der blev udført af de to sange. Mixing blev foretaget den 4. juli 1963 kl. 10.00 - 13.00. The Beatles var sandsynligvis ikke til stede ved den lejlighed, men de var helt sikkert i London om aftenen, hvor de så The Rolling Stones for anden gang live på The Scene Club i Soho. Første gang, de så "The Rolling Stones" live var den 14. april 1963 på Crawdaddy Club, der lå i pubben på stationshotellet i Richmond-upon-Thames. 
Den tyske afdeling af EMI (moderselskabet til Beatles' britiske pladeselskab Parlophone Records) besluttede, at den eneste måde at sælge Beatles-plader på i Tyskland ville være at genindspille dem på det tyske sprog. Bandet mente, at det var unødvendigt, men blev bedt af George Martin om at efterkomme det. De indspillede "Sie liebt dich" den 29. januar 1964 sammen med "Komm, gib mir deine hand" i Pathe Marconi Studios i Paris. De indspillede ny vokal over det originale backingtrack til "I Want to Hold Your Hand". "Sie Liebt Dich" blev indspillet helt fra bunden.

## Udgivelse
Den 23. august 1963 blev singlen udgivet i Storbritannien. Sangskriverkreditten blev skiftet til "Lennon–McCartney" for denne udgivelse – et skift fra "McCartney–Lennon" rækkefølgen af næsten alle tidligere Beatles-udgivelser – og ville forblive sådan under resten af deres sangskrivningspartnerskab.
"She Loves You" havde den karakteristiske "Yeah, yeah, yeah," der var den oplagte overskrift til anmelderne, og singlen var gruppens første single, der solgte over en million kopier i Storbritannien alene. Den kom ind på hitlisterne den 31. august og forblev på hitlisterne i 31 på hinanden følgende uger, 18 af disse uger i top tre (inklusive hver uge i månederne september, oktober, november og december 1963). Den 3. september nåede salget en halv million og en million den 27. november. Singlen tiltvang sig placeringen som nummer et den 14. september, forblev nummer et i fire uger, faldt tilbage til top tre, og genvandt derefter topplaceringen i to uger fra den 30. november. Denne genvinding af topplaceringen var meget usædvanlig på det tidspunkt.

## Musikere
- John Lennon – sang, rytmeguitar, mundharmonika (på I'll Get You)
- Paul McCartney – sang, bas
- George Harrison – singleguitar, baggrundssang
- Ringo Starr – trommer